# Melvin Maas

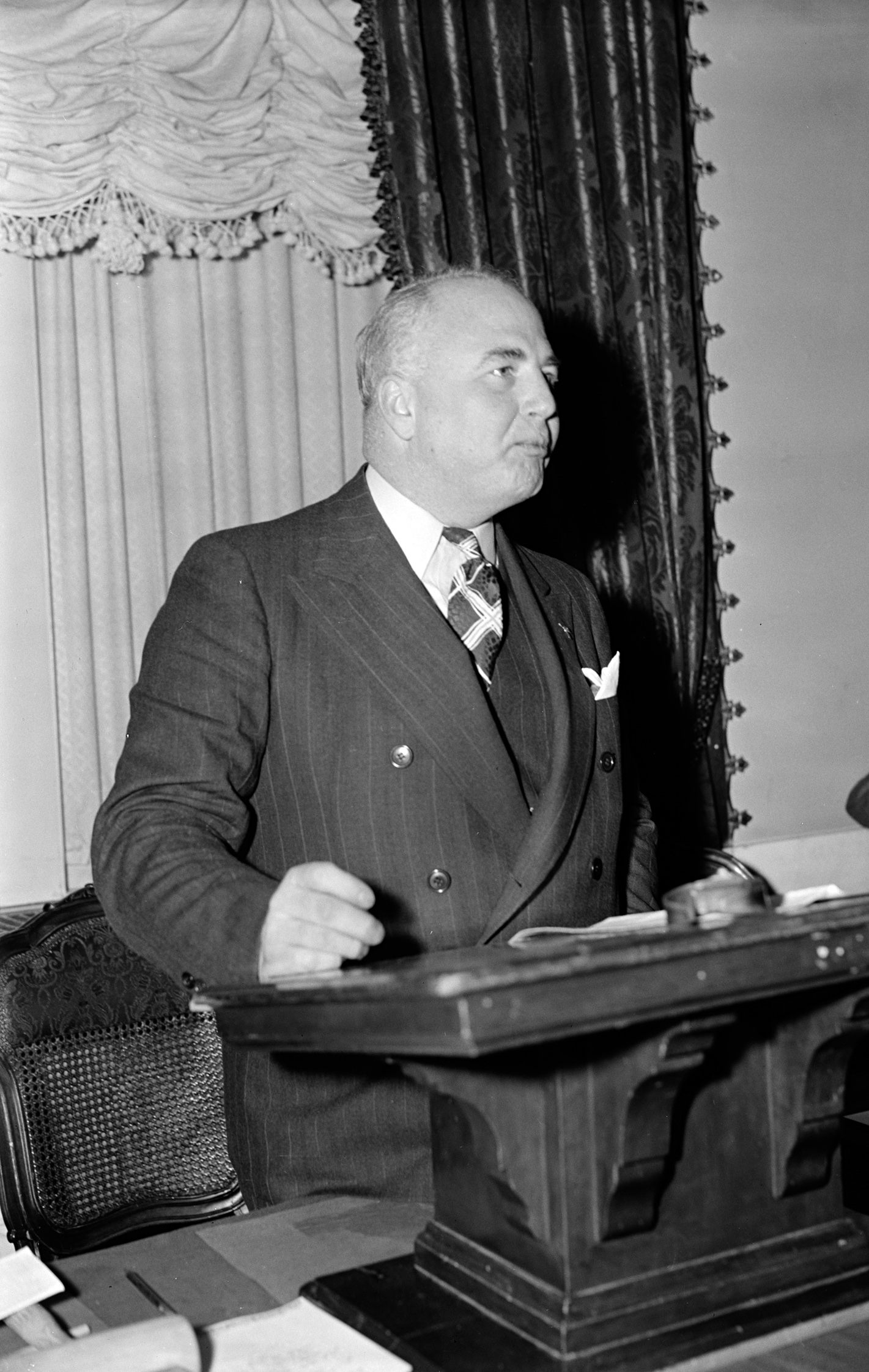
Melvin Maas (1939)

Melvin Joseph Maas (* 14. Mai 1898 in Duluth, Minnesota; † 13. April 1964 in Bethesda, Maryland) war ein US-amerikanischer Politiker. Zwischen 1927 und 1945 vertrat er zweimal den Bundesstaat Minnesota im US-Repräsentantenhaus.

## Werdegang
Noch in seinem Geburtsjahr 1898 kam Melvin Mass mit seinen Eltern nach Saint Paul. Dort besuchte er die öffentlichen Schulen. Während des Ersten Weltkrieges war er Pilot im Fliegerkorps der US Army. Dabei kam er aber nicht zu einem Kampfeinsatz. Nach dem Militärdienst setzte Maas seine Ausbildung am St. Thomas College in Saint Paul und der University of Minnesota in Minneapolis fort. Danach arbeitete er unter anderem in der Versicherungsbranche. Seit 1925 war er Offizier der Reserve im United States Marine Corps. Dabei stieg er bis 1952 bis zum Generalmajor auf.
Politisch war Maas Mitglied der Republikanischen Partei. Bei den Kongresswahlen des Jahres 1926 wurde er im vierten Wahlbezirk von Minnesota in das US-Repräsentantenhaus in Washington, D.C. gewählt, wo er am 4. März 1927 die Nachfolge von Oscar Keller antrat. Nach zwei Wiederwahlen konnte er bis zum 3. März 1933 zunächst drei zusammenhängende Legislaturperioden im Kongress absolvieren. In dieser Zeit wurde dort der 20. Verfassungszusatz verabschiedet, der den Beginn der Amtszeiten des Kongresses und des Präsidenten von März auf Januar vorverlegte. Zweimal erregte Melvin Maas in jenen Jahren größeres Aufsehen. Um seine Befürchtungen der schlechten Luftverteidigung der Bundeshauptstadt zu untermauern, überflog er 1929 Washington mit einem Flugzeug, ohne auf Abwehrmaßnahmen zu stoßen. Im Jahr 1932 entwaffnete er einen Eindringling in das Repräsentantenhaus, der die Anwesenden mit einer Waffe bedrohte. Dafür erhielt er einen Orden.
Im Jahr 1932 wurde Maas von seiner Partei nicht mehr zur Wiederwahl nominiert. Zwei Jahre später schaffte er aber die Rückkehr in den Kongress. Zwischen dem 3. Januar 1935 und dem 3. Januar 1945 konnte er fünf weitere Legislaturperioden im US-Repräsentantenhaus verbringen. In den ersten Jahren wurden dort weitere New-Deal-Gesetze der Bundesregierung unter Präsident Franklin D. Roosevelt verabschiedet. Seit dem 7. Dezember 1941, dem Tag des japanischen Angriffs auf Pearl Harbor, war die Arbeit des Kongresses von den Ereignissen des Zweiten Weltkrieges überschattet. Zwischen 1942 und 1945 war Maas als Oberst des Marine Corps im pazifischen Raum eingesetzt. Dabei erlitt er eine Verletzung, die bis 1952 zu seiner völligen Erblindung führte. Während dieses Militäreinsatzes behielt Maas sein Mandat im Kongress.
Bei den Wahlen des Jahres 1944 unterlag er Frank Starkey. Im Jahr 1946 war er Sonderberater des Kongressausschusses für Marineangelegenheiten. Zwischen 1947 und 1951 arbeitete er als Assistent des Vorstandsvorsitzenden der Sperry Corporation in New York. Seit 1949 war er Mitglied und ab 1954 bis 1964 Vorsitzender eines vom Präsidenten eingesetzten Ausschusses, der sich mit Arbeitsmöglichkeiten der körperlich Behinderten befasste. 1952 schied er als Generalmajor aus der Reserve des Marine Corps aus. Seine letzten Jahre verbrachte er in Chevy Chase (Maryland). Melvin Maas starb am 13. April 1964 in Bethesda. Er wurde auf dem Nationalfriedhof Arlington in Virginia beigesetzt.